# Hondeborg (Zenderen)
De Hondeborg was een middeleeuwse burcht, waarschijnlijk een mottekasteel, gelegen in de buurtschap Zenderen in het dal van de Azelerbeek. Zenderen maakt deel uit van de Nederlandse gemeente Borne in de provincie Overijssel.
De Hondeborg wordt voor het eerst genoemd in 1333 als de gebroeders Van Zebelingen zich met de Hondeborg en de erven Oldhof en Nijhof in Zenderen en het Zegger in Azelo laten belenen door de bisschop van Utrecht. Via de familie Van Kuinre kwam het goederencomplex in handen van de familie Sticke. Door vererving kwam het vervolgens in bezit van de familie Van Twickelo. Sindsdien behoort het tot het landgoed Twickel. Van de burcht rest niets meer dan een deel van het grachtenstelsel en de burchtheuvel.
Tegenwoordig staat op de burchtheuvel het boerenhuis de Hondeborg dat Twickel hier in 1841 heeft laten bouwen.Tot 2012 is er op erve Hondeborg geboerd. Thans is het pand als woonboerderij ingericht en dienen de bijgebouwen voor de ontvangst van gasten. Pleisterplaats Erve Hondeborg is een plaats waar wandelaars, fietsers en passanten onderweg kunnen stoppen om te pauzeren en te ontspannen.

## Referentie
1. ↑  E.D. Eijken, Repertorium op de Overstichtse en Overijsselse leenprotocollen
1379-1805, Online versie

Den Aalshorst · Den Alerdinck · Huis Almelo · Arkelstein · Averbergen · Azoelen · Backenhagen · Bellinckhof · Den Berg · Huis Bergentheim · Beugelskamp · Beverfeurde · Blankena · Hof te Boekelo · Borgbeuningen · Havezate Boskamp · Boxbergen · Havezate Brecklenkamp · Bredenhorst · Buckhorst · Campherbeek · Colckhof · Den Dam · Huis Diepenheim · Dingshof · Dubbelink · Kasteel Eerde · Egede · Havezate Elsen · Everlo · Landgoed Frieswijk · Glinthuis · Huis Gramsbergen · Grimberg · Grotenhuis · De Haere · Haerst · Hagmeule · Slot Hardenberg · Huis Heeckeren · Huis Hengelo · Herxen · Hofstede · Hogenhof · Hondeborg · Katenhorst · Kevelham · Kranenburg · De Kuile · Het Laar · Leemcule · Luttenberg · Mataram · Mennigjeshave · Nijenhuis (Diepenheim) · Nijenhuis (Olst-Wijhe) · Oldemeule · Olidam · Oosterhof · Huis te Ootmarsum · Den Ordel · Pekkedam · Pothof · Rande · Kasteel Rechteren · Het Reelaer · Rhaan · Rutenberg · Huis Saasveld · Havezate Schoonheten · Havezate Schuilenburg · Singraven · Stoevelaar · Kasteel Toutenburg · Twickel · Vechterweerd · Venebrugge · Kasteel Voorst · Warmelo · Wegdam · Weldam · Weleveld · Huis Werkeren · Westerflier · Wittenstein · Zuthem